# Avenida Cruzeiro do Sul
A Avenida Cruzeiro do Sul é uma importante via da cidade de São Paulo, SP, Brasil.

## Características
Possui aproximadamente 3,6 km de comprimento, com canteiro central ao longo de toda sua extensão.
Inicia-se no bairro do Canindé (que pertence ao distrito do Pari), próximo ao centro da capital. Após a Ponte Cruzeiro do Sul, chega à Zona Norte, no bairro de Santana, distrito homônimo. Termina na Rua Conselheiro Saraiva, próximo à Rua Voluntários da Pátria, na região conhecida como o centro de Santana. Até 1932, ela chamava-se Avenida Cantareira.
Trata-se de uma via importante e movimentada. Ao longo de sua extensão encontram-se três estações elevadas da Linha 1-Azul do Metrô de São Paulo: Portuguesa-Tietê, Carandiru e Santana. Nesta avenida, também está localizado o Terminal Rodoviário Tietê, o maior da América Latina e o segundo maior do mundo, atrás apenas do Terminal Rodoviário de Nova York.

## História
No início do século 20, o governo do estado construiu o Tramway da Cantareira, para o transporte de materiais para a construção dos reservatórios da Cantareira. Ao mesmo tempo, foi construída uma estrada provisória, em uma faixa de vinte metros de cada lado dos trilhos, já como projeto de uma futura avenida. A essa via, foi dado o nome de Avenida da Cantareira, também por ser um prolongamento da Rua da Cantareira. Sem a devida atenção dada a esse trecho pela Prefeitura, que não instalava sequer postes de iluminação, foram surgindo construções que ultrapassavam o alinhamento, gerando estrangulamentos. A situação só começou a ser resolvida quando um grupo de moradores de Santana procurou o prefeito para reclamar dos grandes congestionamentos do bairro, que poderiam ser resolvidos com o aproveitamento de uma via larga como aquela, mas que vinha sendo subutilizada. Foi só então que se estabeleceu a largura definitiva, com as desapropriações necessárias.

## Projeto de extensão
A Avenida Cruzeiro do Sul, bastante movimentada, termina na Rua Conselheiro Saraiva, via de pista única e relativamente estreita, o que dificulta o fluxo de veículos na região, causando engarrafamentos. Este foi o principal motivo para um projeto de extensão da avenida, que seria continuada até o Alto de Santana, sendo ligada, por fim, à Avenida Engenheiro Caetano Álvares, no Mandaqui, o que, no entanto, nunca saiu do papel até os dias atuais.